# Crassispira ostrearum
Crassispira ostrearum är en snäckart. Crassispira ostrearum ingår i släktet Crassispira och familjen Turridae. Inga underarter finns listade i Catalogue of Life.